# Kownaty Żędowe
Kownaty Żędowe (prononciation : [kɔvˈnatɨ ʐɛnˈdɔvɛ]) est un village polonais de la gmina de Ciechanów dans le powiat de Ciechanów de la voïvodie de Mazovie dans le centre-est de la Pologne.
Il se situe à environ 6 kilomètres au sud-ouest de Ciechanów (siège de la gmina et du powiat) et à 75 kilomètres au nord-ouest de Varsovie (capitale de la Pologne).

## Histoire
De 1975 à 1998, le village appartenait administrativement à la voïvodie de Ciechanów.